# Perfect Body
Perfect Body (Nederlands: perfect lichaam) is een Amerikaans televisiedramafilm uit 1997. Hoofdrolspeelster Amy Jo Johnson vertolkt een jong meisje dat het wil maken in de gymnastiek en droomt van de Olympische Spelen maar hiervoor zo ver gaat dat ze een eetstoornis ontwikkelt.

## Verhaal
Andie Bradley is een tienermeisje uit Portland (Oregon) en reeds een succesvol gymnaste. Topcoach David Blair wil haar onder zijn hoede nemen en Andies' ouders willen haar die kans geven, dus verhuizen Andie en haar moeder naar Seattle (Washington).
De eerste dag al krijgt ze van Blair te horen dat ze vier kilogram moet afvallen wil ze de top bereiken. Hierna wil Andie nog nauwelijks eten. Ze ontmoet Leslie Reynolds, een van Blairs beste pupillen, die Andie leert dat ze kan eten zoveel ze wil door het later weer uit te braken.
Andie wordt tot Blairs tevredenheid een steeds betere turnster. Samen met Leslie wordt haar deelname aan grote competities in het vooruitzicht gesteld, met de Olympische Spelen als het ultieme doel. Dan neemt ze deel aan een lokale wedstrijd en valt flauw vlak na haar oefening.
Omdat ze het niet eten niet meer aankan neemt Andie Leslies braakmethode over. Onderwijl verandert ook haar humeur. Ze houdt nog nauwelijks contact met haar vrienden in Portland en is kortaf tegen haar vriendje als die haar komt opzoeken.
Andie begint het moeilijk te krijgen met haar oefeningen. Ze wordt draaierig en heeft niet genoeg kracht meer. Dan neemt ze deel aan een regionale competitie en haalt er zelfs hogere scores dan Leslie. Tot ze tijdens haar oefening aan de
brug ten val komt en in het ziekenhuis belandt.
Andies moeder wil hierna naar huis terugkeren maar Andie zelf wil haar droom nog niet opgeven. Ze gaat naar de turnzaal en ziet hoe een nieuw meisje op de weegschaal door Blair wordt ingeprent dat ze moet afvallen. Andie besluit dat ze toch niet meer wil doorgaan en ze verhuist terug naar Portland waar ze in therapie gaat.

## Rolbezetting
| Acteur           | Personage       | Opmerkingen     |
| ---------------- | --------------- | --------------- |
| Amy Jo Johnson   | Andie Bradley   |                 |
| Brett Cullen     | David Blair     | coach           |
| Wendie Malick    | Janet Bradley   | Andies moeder   |
| Ray Baker        | Elliot Bradley  | Andies vader    |
| Tara Boger       | Leslie Reynolds | Andies rivale   |
| Ron Melendez     | Josh            | Andies vriendje |
| Julie Patzwald   | Holly Simmons   | Andies vriendin |
| Cathy Rigby      | Brenda Gray     | hulpcoach       |
| Michelle Skalnik | Kate            |                 |